# Jenišov
Jenišov är en ort i Tjeckien.   Den ligger i regionen Karlovy Vary, i den västra delen av landet, 120 km väster om huvudstaden Prag. Jenišov ligger 420 meter över havet och antalet invånare är 393.
Terrängen runt Jenišov är kuperad västerut, men österut är den platt. Runt Jenišov är det ganska tätbefolkat, med 67 invånare per kvadratkilometer. Närmaste större samhälle är Karlovy Vary, 5,1 km öster om Jenišov. I omgivningarna runt Jenišov växer i huvudsak barrskog.